# Madeleine Egle
Madeleine Egle (* 21. August 1998 in Hall in Tirol) ist eine österreichische Rennrodlerin.

## Leben
Egle begann 2007 mit dem Rodelsport und nimmt seit der Saison 2016/17 am Rennrodel-Weltcup teil. Sie gewann bei den Olympischen Jugend-Winterspielen 2016 in Lillehammer eine Bronzemedaille. Im Viessmann-Weltcup Nationencup Damen 2017/2018 erreichte sie den dritten Platz.
Bei den Olympischen Winterspielen 2018 in Pyeongchang erreichte sie den neunten Platz, während sie in der Team-Staffel mit David Gleirscher, Peter Penz und Georg Fischler den dritten Rang belegte und Bronze gewann.
Ebenfalls in der Team-Staffel feierte Egle ihren größten Erfolg im Profibereich bei den Weltmeisterschaften 2021 in Königssee, als das Team Österreich knapp vor der deutschen Mannschaft die Goldmedaille gewinnen konnte.
Ihr erstes Weltcuprennen im Einsitzer gewann sie in der Saison 2021/22 auf der Olympiabahn in Yanqing. Weitere Siege gelangen ihr in Altenberg, Innsbruck-Igls, Sigulda und Oberhof.
Bei den Europameisterschaften 2024 gewann Egle die Goldmedaille. Es war der erste Europameistertitel für eine österreichische Rennrodlerin seit Maria Isser im Jahr 1955.

## Persönliches
Sie ist Sportlerin des Heeressportzentrums des Österreichischen Bundesheers. Als Heeressportlerin trägt sie derzeit den Dienstgrad Korporal.
Egle ist die Großnichte der ehemaligen Rennrodlerin Angelika Schafferer. Ihre jüngere Schwester Selina ist ebenfalls Rodlerin.

## Erfolge
- Olympische Spiele:
  - 2018:  Teamstaffel
  - 2022:  Teamstaffel

- Weltmeisterschaften:
  - 2021:  Teamstaffel
  - 2023:  Teamstaffel

- Europameisterschaften:
  - 2020:  Teamstaffel

### Gesamtweltcup
| Saison  | Platz | Punkte |
| ------- | ----- | ------ |
| 2016/17 | 31.   | 084    |
| 2017/18 | 22.   | 204    |
| 2018/19 | 13.   | 346    |
| 2019/20 | 13.   | 377    |
| 2020/21 | 04.   | 648    |
| 2021/22 | 02.   | 947    |
| 2022/23 | 04.   | 703    |
| 2023/24 | 03.   | 742    |

### Weltcupsiege
Einsitzer
| Nr. | Datum         | Ort            | Bahn                                 |
| --- | ------------- | -------------- | ------------------------------------ |
| 1.  | 21. Nov. 2021 | Yanqing        | Yanqing National Sliding Center      |
| 2.  | 11. Dez. 2021 | Altenberg      | Rennschlitten- und Bobbahn Altenberg |
| 3.  | 19. Dez. 2021 | Innsbruck-Igls | Olympia Eiskanal Igls (Sprint)       |
| 4.  | 9. Jan. 2022  | Sigulda        | Rennrodel- und Bobbahn Sigulda       |
| 5.  | 16. Jan. 2022 | Oberhof        | Rennrodelbahn Oberhof                |
| 6.  | 3. Dez. 2022  | Innsbruck-Igls | Olympia Eiskanal Igls                |
| 7.  | 4. Dez. 2022  | Innsbruck-Igls | Olympia Eiskanal Igls (Sprint)       |
| 8.  | 9. Dez. 2022  | Whistler       | Whistler Sliding Centre              |
| 9.  | 25. Feb. 2023 | Winterberg     | Bobbahn Winterberg                   |
| 10. | 9. Dez. 2023  | Lake Placid    | Olympia-Bobbahn Mount Van Hoevenberg |
| 11. | 6. Jan. 2024  | Winterberg     | Bobbahn Winterberg                   |
| 12. | 13. Jan. 2024 | Innsbruck-Igls | Olympia Eiskanal Igls                |
| 13. | 7. Dez. 2024  | Innsbruck-Igls | Olympia Eiskanal Igls                |
| 14. | 14. Dez. 2024 | Oberhof        | Rennrodelbahn Oberhof                |

Teamstaffel
| Nr. | Datum         | Ort            | Bahn                                    |
| --- | ------------- | -------------- | --------------------------------------- |
| 1.  | 19. Jan. 2020 | Lillehammer    | Bob- und Rennschlittenbahn Hunderfossen |
| 2.  | 3. Jan. 2021  | Königssee      | Kombinierte Kunsteisbahn am Königssee   |
| 3.  | 28. Nov. 2021 | Yanqing        | Yanqing National Sliding Center         |
| 4.  | 5. Feb. 2023  | Altenberg      | Rennschlitten- und Bobbahn Altenberg    |
| 5.  | 26. Feb. 2023 | Winterberg     | Bobbahn Winterberg                      |
| 6.  | 14. Jan. 2024 | Innsbruck-Igls | Olympia Eiskanal Igls                   |